# An Toàn
An Toàn là một xã thuộc tỉnh Gia Lai, Việt Nam.
Xã An Toàn có diện tích 262,67 km², dân số năm 1999 là 501 người, mật độ dân số đạt 2 người/km².

## Hành chính
Xã An Toàn được chia thành 3 thôn: 1, 2, 3.